# Goffredo Parise
Goffredo Parise (n. 8 decembrie 1929, Vicenza, Italia – d. 31 august 1986, Treviso, Veneto, Italia) a fost un scriitor italian.
A câștigat Premiul Strega în 1982 pentru Il sillabario n.2.